# Tsaparang
Tsaparang est la capitale de l'ancien royaume de Gugé qui s'étendait dans la vallée de Garuda, où coule la haute  Sutlej. Elle se trouve dans le Xian de Zanda, dans la Préfecture de Ngari, dans la partie ouest de la région autonome du Tibet, en Chine. Elle est à 278 kilomètres à l'est d'Ali (Shiquanhe) et à 18 kilomètres à l'ouest du monastère de Tholing et proche du mont Kailash, du lac Manasarovar et de la frontière du Ladakh. Elle n'est pas loin non plus du monastère de Gurugem (Bön).

## Situation
Tsaparang est une vaste forteresse perchée sur un rocher en forme de pyramide d'une hauteur de 150 à 200 m à l'avant d'un long et étroit éperon. Elle comprend de nombreux tunnels et grottes qui ont été taillés dans le rocher. À sa base, se trouvait un petit bourg. Au-dessus, se trouvaient deux temples publics - le Lhakhang Marpo (« la chapelle rouge ») et le Lhakhang Karpo (« la chapelle blanche ») - et les quartiers monastiques. Plus haut, au bout d'un escalier creusé dans un tunnel, se trouvaient les quartiers royaux, et tout en haut, le palais d'été.

## Histoire
Selon certaines sources, Tsaparang a été transformé en capitale du royaume de Gugé par Namde Wosung, un des fils de Langdharma (838-841), un roi anti-bouddhiste du Tibet, après qu'il a été assassiné. Le Tibet était fait de plusieurs royaumes indépendants, souvent en guerre les uns contre les autres. D'autres sources affirment que deux petits-fils de Langdharma se sont enfuis au Tibet occidental vers l'an 919. L'aîné, Nyima Gon, s'est établi à Purang et a conquis un grand secteur y compris le Ladakh et des parties du Spiti. Après sa mort, son royaume a été divisé entre ses trois fils en trois royaumes : Gugé, Purang, et Maryul (= Ladakh).
Le royaume de Gugé contrôlait une route de commerce ancienne entre l'Inde et le Tibet. Apparu dans la région connue auparavant sous le nom de Zhangzhung, il est devenu une puissance régionale importante  au Xe siècle.
« Au XIe siècle, le roi Yeshe-Ö, en collaboration avec le fameux traducteur de sanskrit, Rinchen Zangpo (Le Grand Traducteur), et le maître indien Atisha, réintroduisent le bouddhisme au Tibet occidental. Rapidement, Tsaparang et Tholing y sont édifiés, avec des temples et des monastères construits en briques de terre. L'influence du Royaume de Gugé, plus particulièrement du centre monastique de Tholing, se fit sentir du Cachemire jusqu'en Assam ».

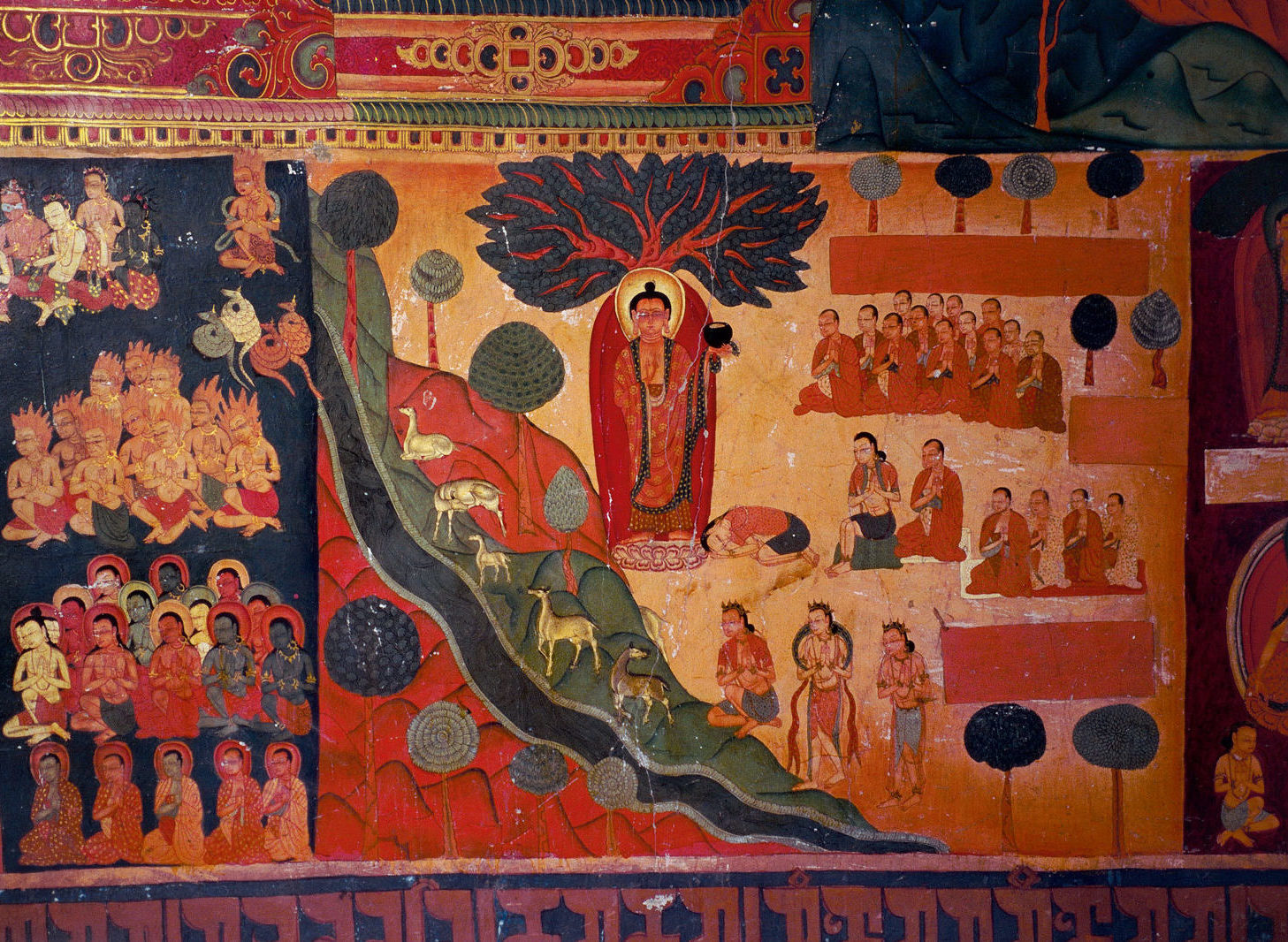
Fresque du XVe siècle dans le temple rouge de Tsaparang.

En août 1624, un prêtre et un frère jésuites, Antonio de Andrade et Manuel Marques, cherchant le pays où, disait-on, se trouvaient d'anciennes communautés chrétiennes, arrivent à Tsaparang. Ils obtiennent la permission du roi de Gugé de prêcher dans son royaume. Revenus à Tsaparang l'été suivant, ils construisent une église au pied de la citadelle. Une autre mission est  ouverte à Rudok, à 200 km de là. Nommé supérieur à Goa, Antonio de Andrade quitte Tsaparang en 1630, peu avant que le roi ne soit renversé. Des troubles s'ensuivent qui mettent fin à la mission.
En 1640, Manuel Marques tente de revenir à Tsaparang pour y rétablir la mission mais est fait prisonnier. Jusqu'en 1641, un père jésuite reste à Srinagar (Garhwal) pour négocier sa libération, mais sans succès. On n'en eut plus de nouvelles du missionnaire.
En 1685, Tsaparang est conquis par des mercenaires musulmans engagés par le roi bouddhiste du Ladakh.
En dépit des dégâts causés par les gardes rouges durant la révolution culturelle, dont la destruction de la plupart des statues et peintures murales dans les deux chapelles, de nombreuses fresques magnifiques ont survécu.